# Berliet VIL
Der Berliet VIL, auch „9 HP“ genannt, war ein PKW-Modell des Fahrzeugherstellers Berliet in Lyon aus dem Jahre 1929.

## Geschichte
Der Typ Berliet VIL erhielt seine allgemeine Betriebserlaubnis am 18. September 1930. Er war ein Fahrzeug der unteren Mittelklasse. Über produzierte Stückzahlen ist nichts bekannt, das Fahrzeug soll jedoch, als es am Pariser Autosalon 1930 erstmalig vorgestellt wurde, sofort ein großer Erfolg gewesen sein. Das bloße Chassis kostete 17.800.- Franc, die komplette Limousine 25.600.- und in der Luxusausführung 29.500.- Franc. Im Jahr 1932 löste der Berliet 944 den Berliet VIL in der Produktion ab.
Ein Exemplar des Berliet VIL ist erhalten und im Conservatoire der Fondation Berliet in Le Montellier 30 km nordöstlich von Lyon ausgestellt.

## Technik
Gegenüber seinem Vorgänger war der Kolbenhub um 0,3 mm verkürzt worden, wodurch der Hubraum insgesamt 4 cm³ kleiner war: Dies bewirkte jedoch, dass steuerlich das Fahrzeug mit 9 statt mit 10 CV einzustufen war. Die bei 1500/min entwickelte Höchstleistung ist nicht genannt. Der Radstand betrug 2,83 m, Im Übrigen wird auf die in der Info-Box genannten Daten verwiesen.

## Varianten

### Berliet VILS
Er erhielt seine allgemeine Betriebserlaubnis am 29. Juli 1931 und wurde am Pariser Autosalon im Herbst 1931 dem Publikum vorgestellt: Der Motor des Typs MKH2 oder MKH3 hatte eine vergrößerte Bohrung von jetzt 68 mm, der Hubraum stieg dadurch auf 1628 cm³. Er wurde neben dem weiterproduzierten Berliet VIL angeboten. Statt Seiten- hatte er  Kopfventile. Das bloße Chassis ohne Aufbauten kostete 18.000 Franc, die viertürige Limousine 24.900, der zweisitzige Roadster 23.500 und das zweisitzige Coupé 24.500 Franc, gegen einen Aufpreis von 2500.- Franc gab es einen Kipphebelmotor. Steuerlich war das Fahrzeug mit 9 CV eingestuft, die effektive Leistung wird mit 40 PS angegeben.
Ein Exemplar des Berliet VIL ist erhalten und im Conservatoire der Fondation Berliet in Le Montellier 30 km nordöstlich von Lyon ausgestellt.

### Berliet VIL2
Er erhielt seine allgemeine Betriebserlaubnis am 13. Oktober 1932. Der Motor des Typs MKH hatte Bohrung von jetzt 68 und einen Hub von 111,7 mm, der Hubraum betrug  1623 cm³. Statt Seiten- hatte er  Kopfventile. 
Es handelte sich offenbar um einen Prototyp (Alternativentwurf zum Berliet 944?), der nicht in Serie ging.

### Originalquellen
Eine Publikation, in der alle vor 1945 gebauten Berliet-Typen individuell abgehandelt wären, gibt es nicht. Neben der unten erwähnten Literatur wurde auf die folgende in der Fondation Berliet verwahrte Originalunterlagen zurückgegriffen:
- „Fiches des Mines“: Es sind die Werksunterlagen zur Erteilung einer allgemeinen Betriebserlaubnis, hierfür ist in Frankreich der „Inspecteur des mines“ sachlich zuständig. Diese Unterlagen sind im Berliet-Archiv chronologisch geordnet und nummeriert. Nicht zu jedem Typ bzw. Variante gibt es entsprechende Unterlagen, teils, weil sie wohl als Untervarianten eines anderen Typs verstanden wurden, für den eine gesonderte Erlaubnis nicht erforderlich war, teils wohl, weil diese Unterlagen im Laufe der letzten 100 Jahre verlorengegangen sind. Bei Militärtypen gibt es Hinweise, dass eine Betriebserlaubnis direkt durch militärische Dienststellen erfolgte, was entsprechende „fiches des mines“ überflüssig machte. Die Quellenbezeichnung lautet: „Fiches No....“

### Sonstige Quellen
- René Bellu, Toutes les voitures Françaises 1929, in Automobilia Hors-Serie No.84, Paris 2006, zit. als „Bellu 1929“
- René Bellu, Toutes les voitures Françaises 1930, in Automobilia Hors-Serie No.74, Paris 2005, zit. als „Bellu 1930“
- René Bellu, Toutes les voitures Françaises 1931, in Automobilia Hors-Serie No.90, Paris 2008, zit. als „Bellu 1931“
- René Bellu, Toutes les voitures Françaises 1932, in Automobilia Hors-Serie No.80, Paris 2006, zit. als „Bellu 1932“
- Monique Chapelle: Berliet. 1. Auflage. EMCE, Saint-Chamond 2016, ISBN 978-2-35740-049-8.